# Robert Paul Wolff
Pour les articles homonymes, voir Robert Wolff et Wolff.
Robert Paul Wolff (né le 27 décembre 1933 à New York (État de New York) et mort le 6 janvier 2025,) est un philosophe politique américain et professeur émérite à l'université du Massachusetts à Amherst.
Wolff écrit sur des sujets de philosophie politique, notamment le marxisme, la tolérance (contre le libéralisme et en faveur de l'anarchisme), la justification politique et la démocratie.

## Éducation et carrière
Robert Wolff est diplômé de l'université Harvard avec un BA, un MA et un Ph.D. en philosophie en 1953, 1954 et 1957.
Il est professeur de philosophie et d'éducation générale à l'Université Harvard de 1958 à 1961, professeur adjoint de philosophie à l'université de Chicago de 1961 à 1964, professeur associé puis professeur de philosophie à l'université Columbia de 1964 à 1971, puis, à l'université du Massachusetts à Amherst, professeur de philosophie de 1971 à 1992, professeur d'études afro-américaines de 1992 à 2008, et professeur émérite depuis 2008.

## Recherches
Après que l'intérêt pour la philosophie politique normative ait refait surface dans le monde anglo-américain à la suite de la publication de Théorie de la justice de John Rawls, Robert Paul Wolff en fait des critiques pointues dans une perspective marxiste. En 1977, il publie Understanding Rawls: A Critique and Reconstruction of A Theory of Justice, qui examine dans quelle mesure la théorie de Rawls est liée à la pratique existante, aux conventions et au statu quo des sciences sociales. Dans la mesure où la théorie de la justice exclut les critiques des relations sociales capitalistes, de la propriété privée et de l'économie de marché, Wolff conclut que le projet de Rawls équivaut à une forme d'apologie du statu quo, puisque, selon Wolff, les marchés et les relations sociales capitalistes sont fondés sur l'exploitation et l'injustice, et Rawls n'a pas défendu sa théorie contre ces accusations.
Dans The Poverty of Liberalism, Robert Paul Wolff souligne les incohérences des doctrines libérales et conservatrices du XXe siècle, en prenant comme points de départ De la liberté et Principes d'économie politique de John Stuart Mill.
Le livre de Robert Paul Wolff, In Defense of Anarchism, publié en 1970, est largement lu et les deux premières éditions se sont vendues à plus de 200 000 exemplaires. Il soutient que si nous acceptons une conception robuste de l'autonomie individuelle, alors il ne peut y avoir d’État légitime de jure. Wolff est salué pour ce travail, y compris, à sa grande surprise, par de nombreux membres de la droite politique, tels que les libertariens de droite et les anarcho-capitalistes.
Robert Paul olff étend son plaidoyer en faveur d'une démocratie participative radicale à la gouvernance universitaire dans The Ideal of the University (Boston : Beacon, 1969), dans lequel il s'oppose à la montée de la marchandisation et de l'empiètement externe et affirme que les universités devraient être principalement gouvernées par les professeurs et les étudiants.
Au sein de sa profession, Robert Paul Wolff est plus connu pour son travail sur Kant, en particulier ses livres Kant's Theory of Mental Activity: A Commentary on the Transcendental Analytical of the Critique of Pure Reason et The Autonomy of Reason: A Commentary on Kant's Groundwork of the Metaphysics of Morals. Il est également un commentateur réputé des œuvres de Karl Marx. Ses travaux comprennent Understanding Marx: A Reconstruction and Critique of Capital et Moneybags Must Be So Lucky: On the Structure of Capital, une analyse des techniques rhétoriques et littéraires de Marx dans Le Capital. Son manuel About Philosophy est largement utilisé dans les cours d’introduction à la philosophie au niveau universitaire.
Robert Paul Wolff est également connu comme un homme blanc qui est passé du département de philosophie au département d'études afro-américaines de l'université du Massachusetts à Amherst, ce qui est relaté et discuté dans son livre Autobiography of an Ex-White Man: Learning a New Master Narrative for America.
En 1990, Robert Paul Wolff fonde University Scholarships for South African Students, une organisation vouée à la promotion des opportunités d'enseignement supérieur en Afrique du Sud pour les étudiants sud-africains défavorisés.

## Vie privée
Robert Paul Wolff est né le 27 décembre 1933 à New York, de Walter Harold et Charlotte (Ornstein) Wolff. Il est marié à son amour d'enfance, Susan Gould, et vit à Chapel Hill, en Caroline du Nord. Il a deux fils de sa première femme, l'historienne littéraire Cynthia Griffin Wolff : Patrick Gideon Wolff, un grand maître d'échecs international, et Tobias Barrington Wolff, un militant juridique des droits des homosexuels et professeur de droit Jefferson Barnes Fordham à l'université de Pennsylvanie.

## Publications
- Kant's Theory of Mental Activity(1963)[15]
- Critique of Pure Tolerance avec Herbert Marcuse et Barrington Moore (1965)
- The Poverty of Liberalism (1968)[7]
- The Ideal of the University (1969)[10]
- In Defense of Anarchism (1970)
- The Autonomy of Reason (1974)
- About Philosophy (1976)
- Understanding Rawls (1977)[16]
- Understanding Marx (1984)[17]
- Moneybags Must Be So Lucky (1988)
- Autobiography of an Ex-White Man (2005)